# Иманов, Яшар Абдулхалиг оглы
Иманов Яшар Абдулхалиг оглы (21 марта 1933, Баку — 26 октября 2024) — дирижёр Азербайджана, Народный артист Азербайджана (2007), Заслуженный деятель искусств Республики Грузия, член Союза композиторов Азербайджана, Грузии и Абхазии, лауреат премии Президента Республики Азербайджан.

## Жизнь и деятельность
Иманов Яшар Абдулхалиг оглы родился в 1933 году в городе Баку.
В 1954 году он окончил трубную секцию музыкального техникума имени А. Зейналова. Тотчас после этого поступил в аспирантуру кафедры дирижирования Московской консерватории, которую успешно окончил в 1958 году.
В 1958 году он был направлен в Грузию, а затем в город Сухуми. Здесь он работал как художественный руководитель и главный дирижёр Государственного симфонического оркестра, а также директор отдела хорового дирижирования в Музыкальном техникуме города Сухуми. После возвращения в Баку с 1993 года работал на кафедре оперной подготовки Азербайджанской государственной консерватории. С того же года занимал посты художественного руководителя, главного дирижёра и главного дирижёра симфонического оркестра имени Ниязи в радио и телевидении.
В 1994 году стал художественным руководителем и главным дирижёром Камерного оркестра имени Г. Гараева.

## Награды
- Народный артист Азербайджана (2007)
- Заслуженный деятель искусств Республики Грузия
- Член Союза композиторов Азербайджана, Грузии и Абхазии
- Лауреат премии Президента Республики Азербайджан[4]
- Персональная пенсия Президента Азербайджанской Республики (2004)[5]